# Iphiclos (fiul lui Phylacos)
Iphiclos, fiul lui Phylacos (greaca veche: Ἴφικλος τοῦ Φυλάκου, latină: Iphiclus Phylaci), redat uneori în limba română și ca Ificlos din Filache sau Ificle din Filaca, este un personaj din mitologia greacă. Tatăl său a fost regele întemeietor al cetății Phylace din Thesalia, care îi purta numele (după alte surse, Iphiclos ar fi fost fiul lui Cephalos). Prin bunicul său Deioneus (sau Deion), rege al Focidei și frate al lui Sisif, Iphiclos descindea din Eol, strămoșul legendar al tuturor triburilor eoliene. Mama lui Iphiclos se numea Clymene (sau Periclymene), iar soția lui a fost Diomedeea.
Personajul este atestat încă din cele mai vechi texte ale literaturii grecești și este cunoscut mai ales pentru mitul vindecării miraculoase a impotenței (sau infertilității) sale de către ghicitorul-tămăduitor Melampus.